# 宝楞高勒

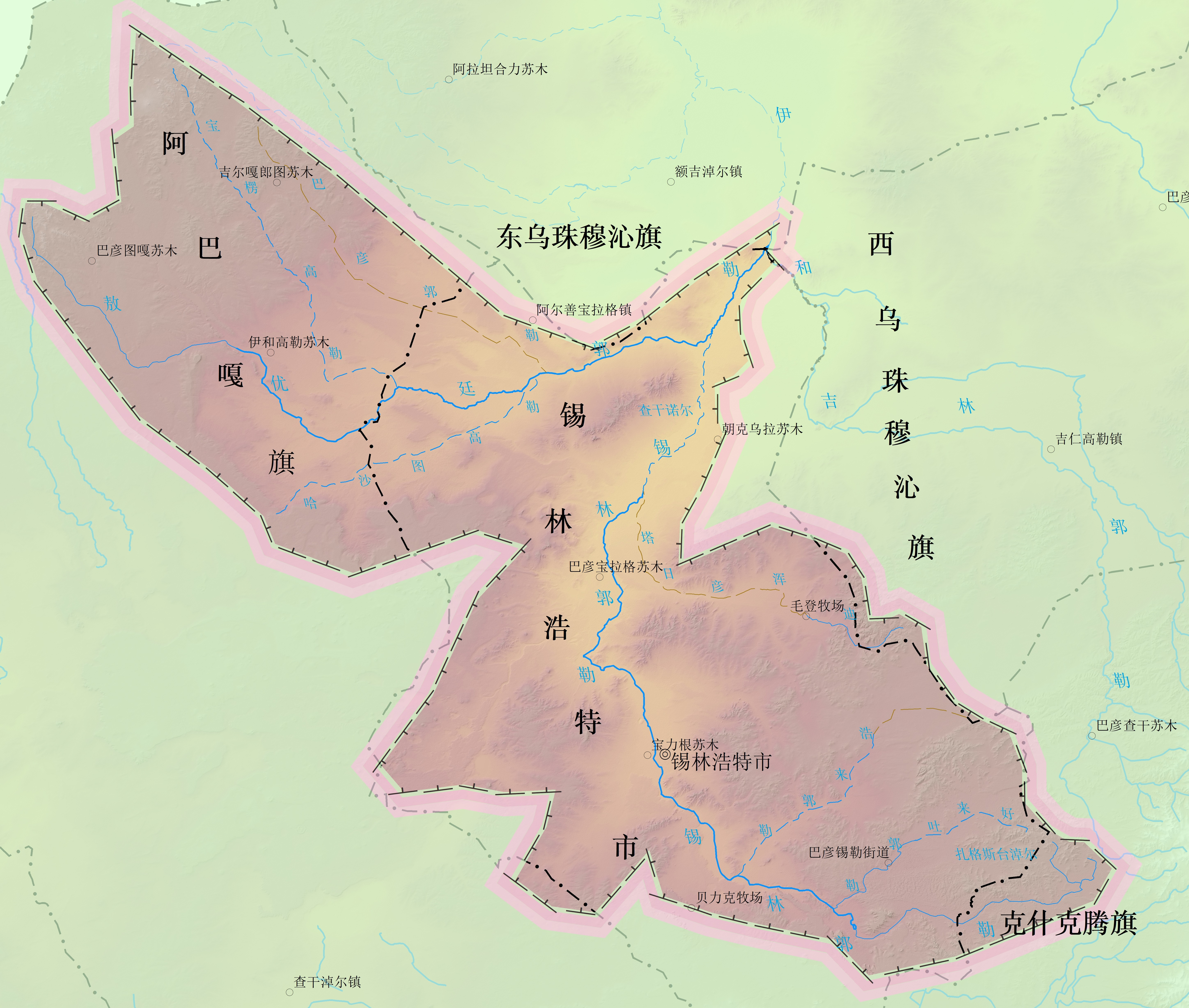
敖优廷郭勒和锡林郭勒河流域示意图

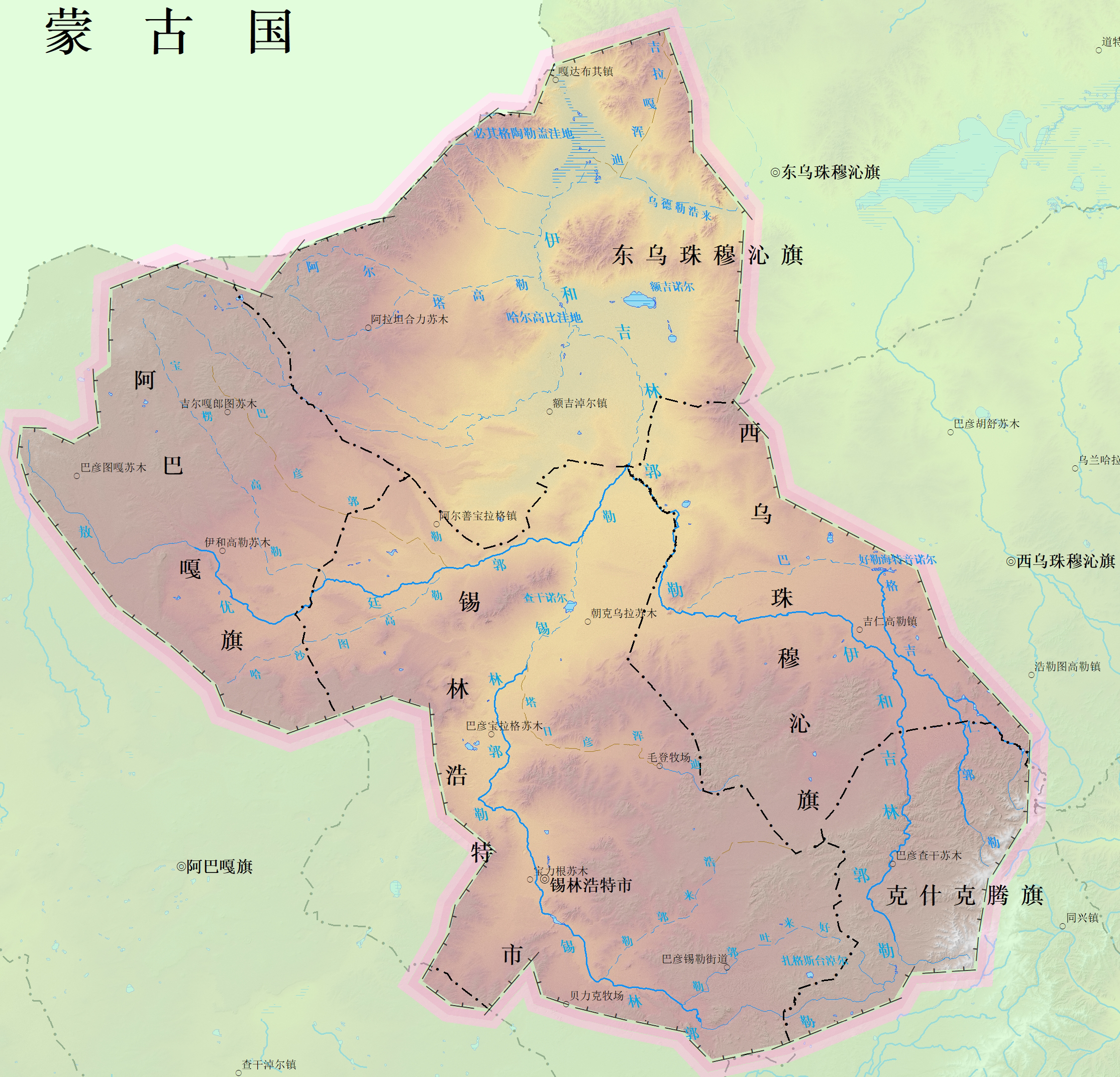
必其格陶勒盖洼地水系伊和吉林郭勒流域示意图，包括了锡林郭勒河、敖优廷郭勒水系。

宝楞高勒，位于中华人民共和国内蒙古自治区锡林郭勒盟阿巴嘎旗东北部的一条季节性河流，是敖优廷郭勒左岸支流。发源于吉尔嘎郎图苏木乌德干德勒东山顶，蜿蜒向东南，于伊和高勒苏木呼木勒图（和默勒图）以南汇入敖优廷郭勒。河长99.3千米，流域面积1524.93平方千米，河道平均比降为3.95‰。全河在霍温阿很呼都格以上为干河，以下有清水或间歇水，洪水期有洪水流过。